# Péter Esterházy
Péter Esterházy, född 14 april 1950 i Budapest, död 14 juli 2016 i Budapest, var en ungersk författare. Han var sonson till Móric Esterházy (1881–1960).

## Liv och gärning
Péter Esterházy tillhör den ungerska uradliga ätten Esterházy med slottet Esterházy som säte. Åren 1969–74 studerade han matematik vid Eötvös Loránd-universitetet i Budapest. Hans skönlitterära verk började publicerades i tidskrifter 1974. Hans litterära genombrott kom med romanen Termelési regény från 1979.

### Skönlitteratur
- 1976 – Fancsikó és Pinta (noveller)
- 1977 – Pápai vizeken ne kalózkodj (noveller)
- 1979 – Termelési-regény. Kisssregény (roman)
- 1981 – Függő (roman)
- 1982 – Ki szavatol a lady biztonságáért? (roman)
- 1983 – Fuharosok (roman)
- 1984 – Kis magyar pornográfia (roman)
- 1984 – Daisy (opera)
- 1985 – A szív segédigéi (roman)
  - På svenska: Hjärtats hjälpverb: inledning i skönlitteratur (översättning János Csatlós, Norstedts, 1988)
- 1986 – Bevezetés a szépirodalomba (roman)
- 1987 – Csokonai Lili: Tizenhét hattyúk (roman)
- 1990 – Hrabal könyve (roman)
  - På svenska: Hrabals bok (översättning Ildikó Márky och Gunnar D. Hansson, Norstedts, 1996)
- 1991 – Hahn-Hahn grófnő pillantása. Lefelé a Dunán (roman)
  - På svenska: Nedför Donau eller Grevinnan Hahn-Hahns blick) (översättning Ildikó Márky och Gunnar D. Hansson, Norstedts, 1994)
- 1993 – Jegyzőkönyv (novell, tillsammans med Imre Kertész)
  - På svenska: Protokollen (översättning Ervin Rosenberg, Norstedts, 2002)
- 1994 – Búcsúszimfónia (pjäs)
- 1995 – Egy nő (roman)
  - På svenska: En kvinna (översättning Ildikó Márky och Gunnar D. Hansson, Norstedts, 2001)
- 2000 – Harmonia cælestis (roman)
  - På svenska: Harmonia cælestis (översättning Ildikó Márky och Gunnar D. Hansson, Norstedts, 2004)
- 2002 – Javított kiadás (roman)
  - På svenska: Rättad utgåva (översättning Ildikó Márky och Gunnar D. Hansson, Norstedts, 2005)
- 2006 – Utazás a 16-os mélyére (noveller)
- 2006 – Rubens és a nemeuklideszi asszonyok (pjäs)
- 2008 – Semmi művészet (roman)
  - På svenska: Ingen konst (översättning Ildikó Márky och Ervin Rosenberg, Weyler, 2010)
- 2010 – Esti (roman)
  - På svenska: Esti (översättning Ildikó Márky och Ervin Rosenberg, Weyler, 2014)
- 2013 – Egyszerű történet vessző száz oldal – a kardozós változat
- 2014 – Egyszerű történet vessző száz oldal – a Márk változat
  - På svenska: Markus-versionen: en enkel historia kommatecken hundra sidor (översättning Ildikó Márky och Gunnar D. Hansson, Weyler, 2015)

### Övrigt
- 1988 – A kitömött hattyú (essäer)
- 1991 – Az elefántcsonttoronyból (journalistik)
- 1991 – A halacska csodálatos élete (journalistik)
- 1994 – Egy kékharisnya följegyzéseiből (journalistik)
- 1996 – Egy kék haris (journalistik)
- 2003 – A szavak csodálatos életéből (journalistik)
- 2003 – A szabadság nehéz mámora (essäer)

## Priser och utmärkelser
- 1980 – Mikes Kelemen-cirkelns medalj
- 1981 – Aszúpriset från Mozgó Világ
- 1983 – Füst Milán-priset
- 1984 – Déry Tibor-priset
- 1986 – József Attila-priset
- 1986 – Örleypriset
- 1988 – Vilenicapriset
- 1990 – Priset för årets bok
- 1990 – Krúdy Gyula-priset
- 1992 – Sorosstiftelsens pris för livsgärning
- 1993 – Poesipriset vid Bokmässan i Rom
- 1993 – Ungersk radios radioteaterpris
- 1994 – Free Press Prize
- 1994 – Arts et Lettres-orden
- 1995 – Sorosstiftelsens pris
- 1995 – Bjørnsonpriset
- 1995 – Stiftelsen Magyar Művészetérts pris
- 1996 – Kossuthpriset
- 1996 – Szép Ernő-priset
- 1999 – Årets man enligt Magyar Hírlap
- 1999 – Österrikiska statens pris
- 2001 – Ungerska litteraturpriset
- 2001 – Máraipriset
- 2002 – Herderpriset
- 2004 – Grinzane Cavour-Priset
- 2004 – Friedenspreis des Deutschen Buchhandels
- 2004 – Pro Europa-priset
- 2006 – Premio Letterario Internazionale Pablo Neruda
- 2008 – Angeluspriset